# 裸眼蚁鵙属
裸眼蚁鵙属（学名：Rhegmatorhina）是蚁鵙科下的一个属。

## 下属物种
本属包括以下物种：
- 橙颊蚁鵙 Rhegmatorhina berlepschi (E.Snethlage, 1907)，橙颊蚁鸟
- 栗冠蚁鵙 Rhegmatorhina cristata (Pelzeln, 1868)，栗冠蚁鸟
- 裸眼蚁鵙 Rhegmatorhina gymnops Ridgway, 1888，裸眼蚁鸟
- 白胸蚁鵙 Rhegmatorhina hoffmannsi (Hellmayr, 1907)，白胸蚁鸟
- 发冠蚁鵙 Rhegmatorhina melanosticta (P.L.Sclater & Salvin, 1880)，发冠蚁鸟